# Aaron Yoo
Aaron Yoo (12 de maio de 1979) é um ator estadunidense. Ele estrelou em 2007 os filmes Disturbia (Paranóia no Brasil e Portugal) e American Pastime. Em 2008, ele apareceu nos filmes 21 (filme) (com Jim Sturgess), Nick e Norah's Infinite Playlist, e The Wackness, e também estrela em 2009 o remake de Sexta-feira 13.
Yoo nasceu em East Brunswick, New Jersey, coreano de descendência. Ele se formou pela Universidade da Pensilvânia, em 2001, quando ele era um membro da Fraternidade Sigma Nu.